# Urvaśī
Urvaśī (उर्वशी, secondo l'alfabeto devanagari; Urvaśī secondo l'alfabeto IAST; Urvashi secondo la grafia anglosassone) è un personaggio della mitologia indù. La ninfa, che personifica il desiderio d'amore, fa parte delle Apsaras, fra cui è la più bella.

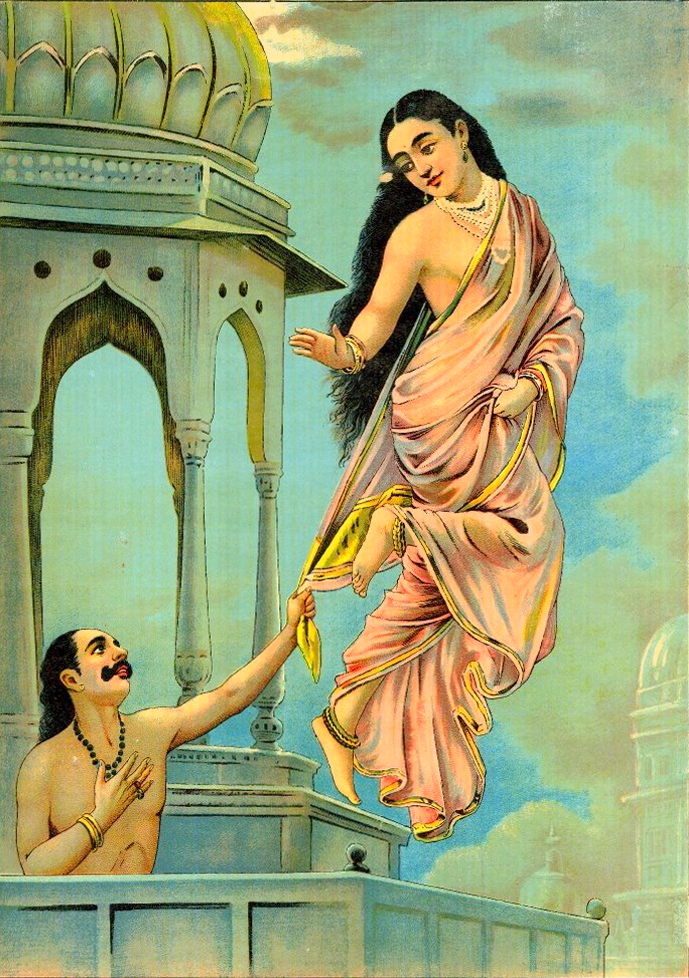
Urvashi e Pururavas in un dipinto di Raja Ravi Varma

## Etimologia
Il nome Urvashi deriva dall'unione dei termini uru ‘ampio’ + aś ‘estendersi’, e significherebbe pertanto ‘che si estende ampiamente’. Secondo altri, il primo termine sarebbe da intendersi con la prima vocale lunga (ūru) che significa ‘coscia’.
È possibile che, all'inizio, Urvashi fosse il nome dell'alba (si veda per esempio Atharvaveda XVIII,3,23). Successivamente, il nome passò a indicare la apsara Urvashi. Nel Mahābhārata, il nome si riferisce anche a un fiume del nord-est dell'India.
Secondo l'etimologia creata dal poeta Ramdhari Singh Dinkar, ur significa anche ‘cuore’ e vash ‘controllare’, perciò Urvashi sarebbe il nome di ‘colei che controlla il cuore’.

## Leggenda
Urvashi era una ninfa celeste presso la corte di Indra e veniva considerata la più bella fra tutte le apsaras.

### Nascita

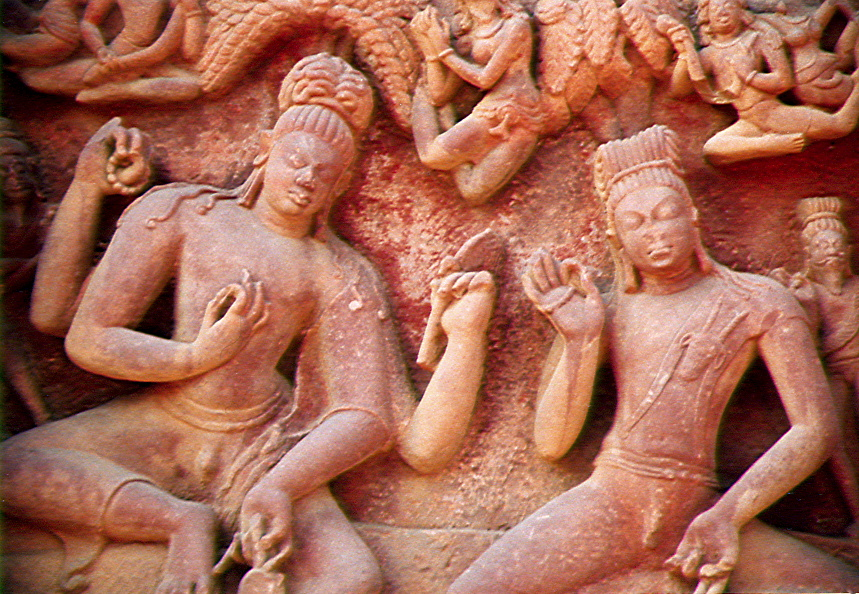
I saggi-dèi Naraiana (a sinistra) e Nara (a destra), Deogarh (Uttar Pradesh, India), circa V secolo d. C.

Vi sono molte leggende a proposito della nascita di Urvashi. Quella più popolare narra che la fanciulla sia nata da Nara-Naraiana, una incarnazione di Visnu formata da due saggi di nome Nara e Naraiana. Si narra che un tempo, i venerabili saggi Nara-Naraiana stessero meditando nella loro forma congiunta presso Badrinath, luogo di pellegrinaggio situato sull'Himalaya. Indra, il re degli dei, non voleva che i saggi acquisissero poteri divini grazie alla meditazione e inviò presso di loro due Apsara (ninfe) al fine di distrarli. I saggi si colpirono la coscia e crearono una giovinetta tanto bella da eclissare le donne inviate da Indra. La ragazza venne chiamata Urvashi (e in questo caso sarebbe pertinente l'etimologia da ūru, significando il nome ‘cosce larghe’ o ‘nata dalla coscia’). Alla fine della loro meditazione, i saggi donarono la ragazza a Indra, e Urvashi venne a occupare il posto d'onore nell'harem celestiale del re degli dei.

### Amore con un mortale
Urvashi è ricordata anche come la sposa di un antico capo della dinastia lunare, il re Pururavas (‘colui che piange molto o sonoramente’).. La loro storia è narrata nel dramma teatrale Vikramorvashiam di Kalidasa (circa V secolo d. C.). 
Urvashi è perennemente giovane e infinitamente affascinante, ma difficile da raggiungere. La ninfa è fonte di piacere così come di dolore.
Pururavas era il leggendario re di Pratishthana, che si innamorò di Urvashi a prima vista. La giovane corrispose il suo amore, senza che fosse un ordine di Indra (che inviava le sue ninfe a conquistare i suoi nemici). Urvashi accondiscese a sposare il re, ma a tre condizioni. Ella avrebbe tenuto con sé i suoi agnellini, non avrebbe mai dovuto vedere il suo amato nudo, e i due sposi avrebbero dovuto nutrirsi solo di ghee o burro chiarificato. Per un certo periodo, i due innamorati vissero felici, ma i gandharva, che sentivano la mancanza della bella ninfa ed erano gelosi della sua relazione con un mortale, organizzarono un piano per costringerla a tornare nei boschi con loro. Una notte, infatti, rapirono gli agnellini della ninfa e Pururavas li inseguì per riprendere le bestiole. Quando il re fu di fronte alla apsara, nel buio, i gandharva illuminarono la sua nudità grazie al risplendere di un fulmine. Urvashi vide Pururavas e fuggì lontano da lui, che rimase solo e disperato fino a quando, un giorno, il re non trovò la ninfa che si bagnava presso il fiume Yamuna. In questa occasione, la donna confessò al re di essere incinta e gli concesse di incontrarla una notte all'anno. Gli incontri andarono avanti per cinque anni e, ogni volta, Urvashi mostrava a Pururavas il figlio concepito l'anno prima. In virtù della grande fedeltà dell'uomo, gli dei decisero di esaudire un suo desiderio. Gli mostrarono il modo di trasformarsi in un gandharva per riunirsi, infine, con Urvashi nel paradiso vedico posto sul monte Meru e governato da Indra, lo Svarga. Il fatto che gli amanti potessero incontrarsi solo una notte all'anno è stato talora interpretato come simbolo della vicinanza tra la figura di Urvashi e l'alba, e tra quella di Pururavas e il sole. Essi, infatti, si incontrano solo un momento, prima che l'astro sorga del tutto e l'alba, perciò, scompaia.

## Mitologia comparata
L'indologo tedesco Max Müller, nel suo Mitologia comparata, stabilì una relazione terminologica – come il matrimonio fra un mortale e un dio – fra questo mito dei testi vedici e il mito greco di Orfeo e Euridice.

## Urvashi nella letteratura
Urvashi è un personaggio letterario che compare in vari testi considerati sacri dagli induisti. 
Il poeta Kalidasa ha descritto l'amore di Urvashi e Pururavas nel dramma teatrale Vikramōrvaśīyam (‘Il dramma di Urvashi [riconquistata] con il valore' o anche ‘Il dramma di Urvashi premio del valore’ o anche ‘Il dramma di Urvashi dedicato [al re] Vikrama')
Più recentemente (1961), il poeta Dinkar Rashtrakavi Ramdhari Singh ha composto un poema epico intitolato Urvashi. Nel suo testo, Dinkar descrive quelle che ritiene essere le ‘profonde’ caratteristiche femminili: la capricciosità, la seduzione e la gelosia. Urvashi è la donna eterna che l'uomo può solo desiderare ma mai possedere. Nel 1972, Dinkar ricevette il Premio Jnanpith (‘la vetta della conoscenza’).